# 132. jaktflygdivisionen
132. jaktflygdivisionen även känd som Martin Blå var en jaktflygdivision inom svenska flygvapnet som verkade i olika former åren 1943–1993. Divisionen var baserad på Bråvalla flygplats väster om Norrköping.

## Historik
Martin Blå var 2. divisionen vid Bråvalla flygflottilj (F 13), eller 132. jaktflygdivisionen inom Flygvapnet, och bildades som en jaktflygdivision 1943. Divisionen var precis som dess systerdivisioner vid F 13 beväpnad med J 11 och J 22 de första åren. Vilket följdes av J 28A, J 29 Tunnan och J 35 Draken. När Martin Röd ombeväpnades till SF/SH 37 Viggen, kvarstod Martin Blå med Drakensystemet fram till 1980, då divisionen mottog sin första jaktviggen den 25 juni. Och blev med det den första divisionen i Flygvapnet som beväpnades med JA 37 Viggen. Efter inledande tekniska problem blev divisionen helt operativ i januari 1982. 
Genom försvarsbeslutet 1992 beslutades det att F 13 skulle avvecklas tillsammans med F 6. I avvecklingsbeslutet ingick att flygverksamheten vid de berörda divisionerna skulle upphöra senast den 30 juni 1993. Vidare beslutades det att jaktrollen vid F 13 skulle överföras till Blekinge flygflottilj (F 17). Den 24 juni 1993 hölls i Norrköping en avskedsceremoni för 132. jaktflygdivisionen och 2. stationskompaniet. Från den 1 juli 1993 överfördes delar av divisionen till F 17, där den blev en del av 172. jaktflygdivisionen (Quintus Blå).
Den 28 november 2018 medaljerades Roger Möller och Krister Sjöberg från Bråvalla flygflottilj (F 13) och Bo Ignell och Lars-Erik Blad från Västgöta flygflottilj (F 6) med Air Medal av det amerikanska flygvapnet vid en ceremoni på det amerikanska residenset i Stockholm. Det efter att de fyra piloterna den 29 juni 1987 bistod ett amerikanskt spaningsflygplan av typen SR-71 Blackbird som fått motorhaveri över Östersjön.

## Materiel vid förbandet
Jaktflygplan
| - 1943–1944: J 11 - 1944–1947: J 22 - 1946–1952: J 28A Vampire | - 1951–1961: J 29B Tunnan - 1960–1980: J 35A/D/F Draken - 1980–1993: JA 37 Viggen |

## Förbandschefer
Divisionschefer vid 132. jaktflygdivisionen (Martin Blå) åren 1943–1993.
- 1943–197?: ???
- 197?–197?: Kjell Nilsson
- 197?–1988: ???
- 1988–1990: Lennart Pettersson
- 1990–1993: Roger Möller

## Anropssignal, beteckning och förläggningsort
| Martin Blå | 1943-??-?? | – | 1993-06-30 |

| 132. jaktflygdivisionen | 1943??-?? | – | 1993-06-30 |

| Bråvalla flygbas (F) | 1943-??-?? | – | 1993-06-30 |

## Galleri

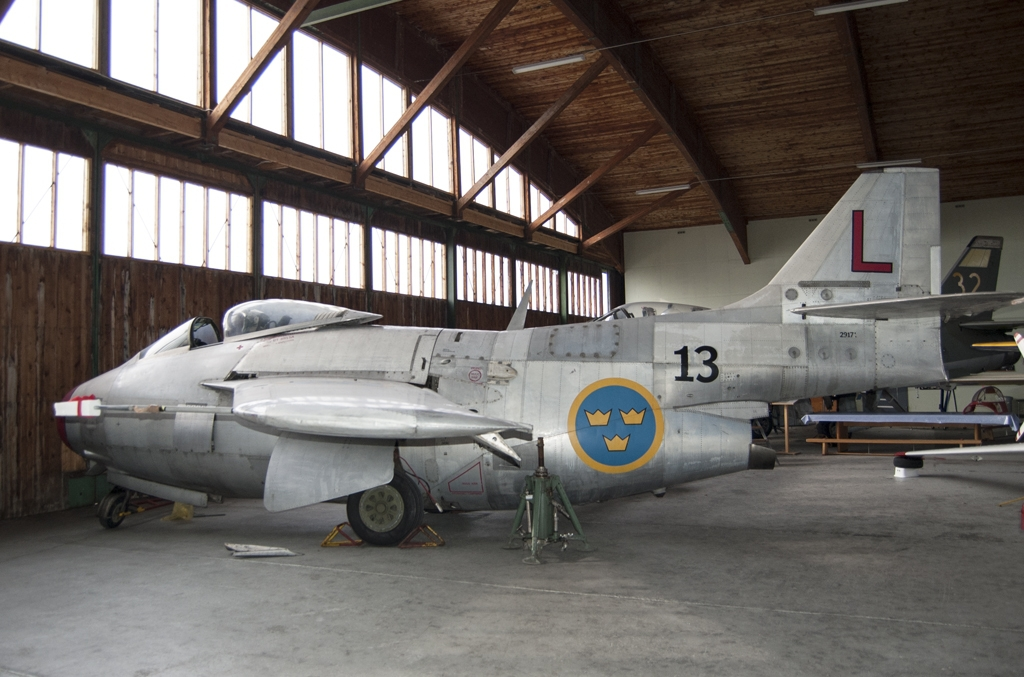
J 29 Tunnan (1951–1961).
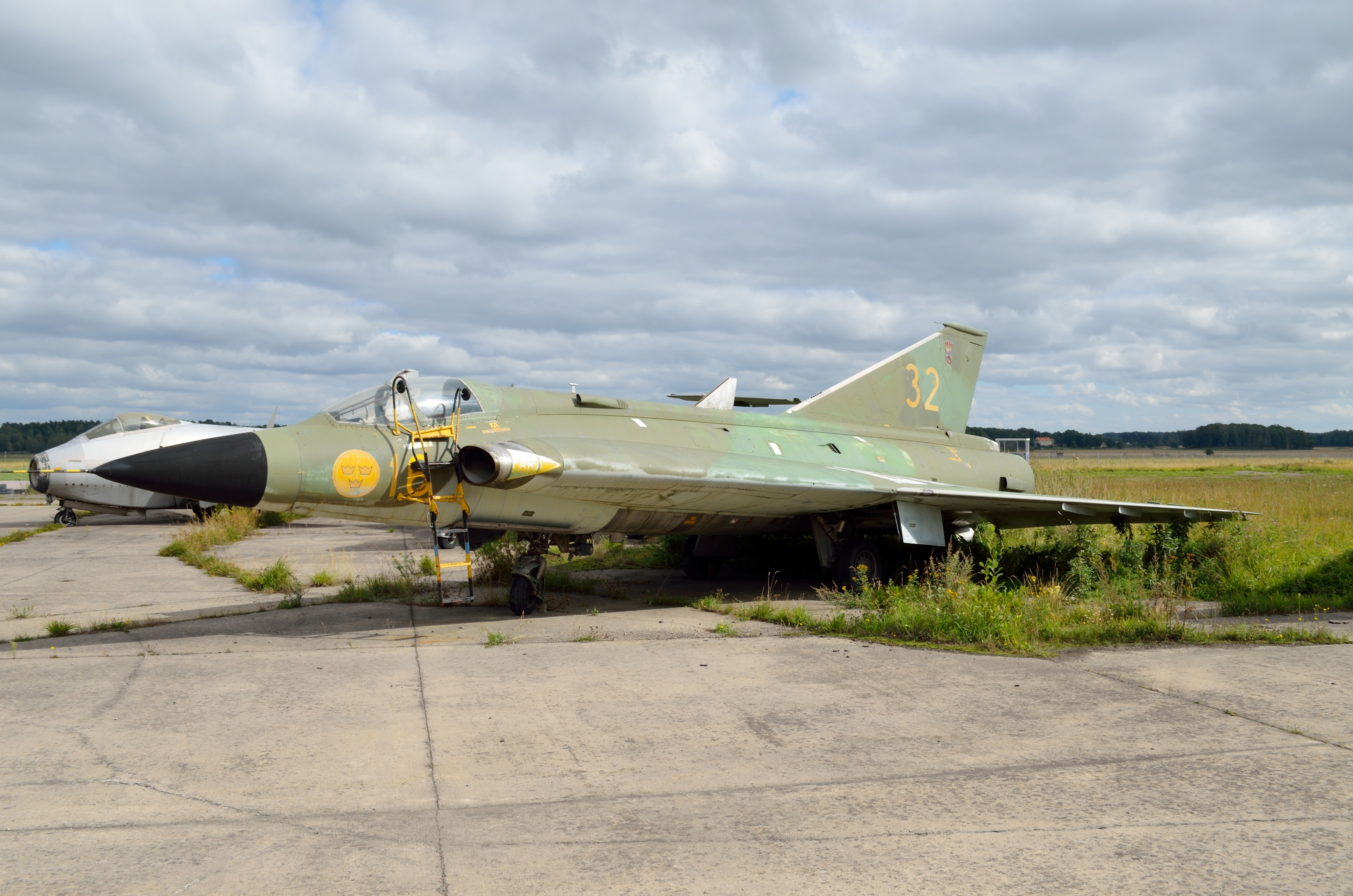
J 35F Draken (1961–1980).
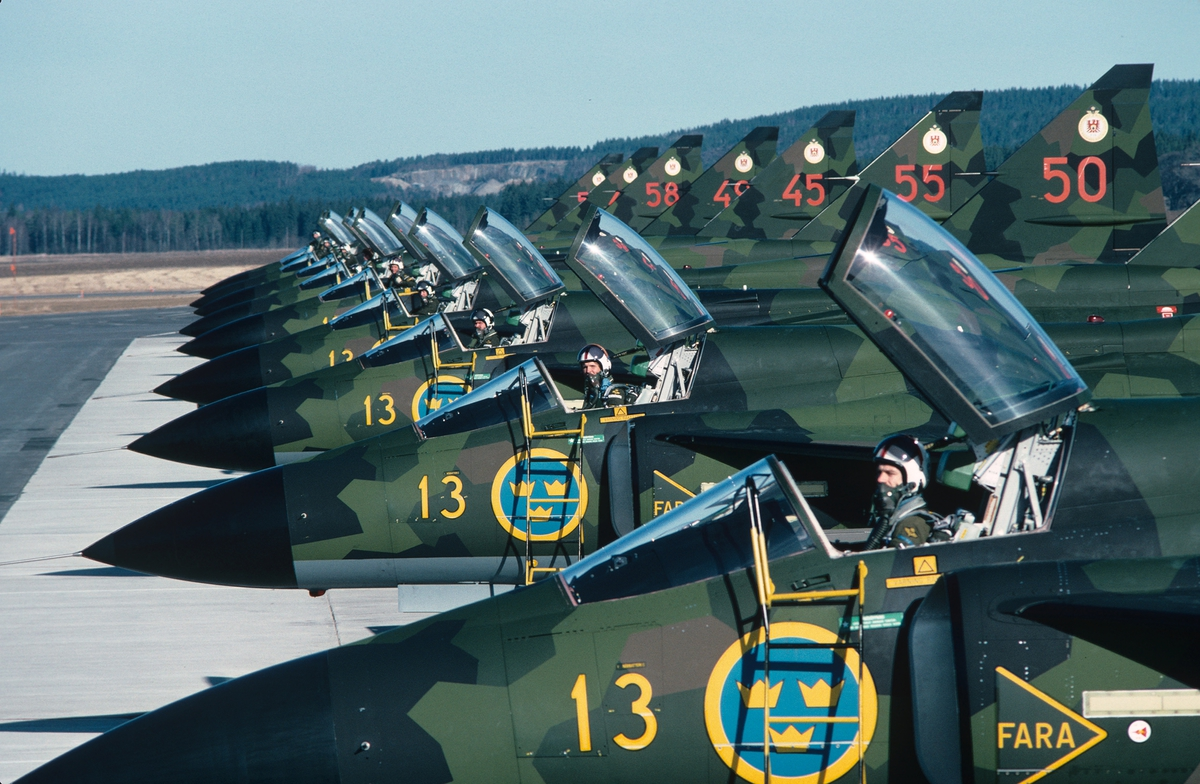
JA 37 Viggen (1980–1993).
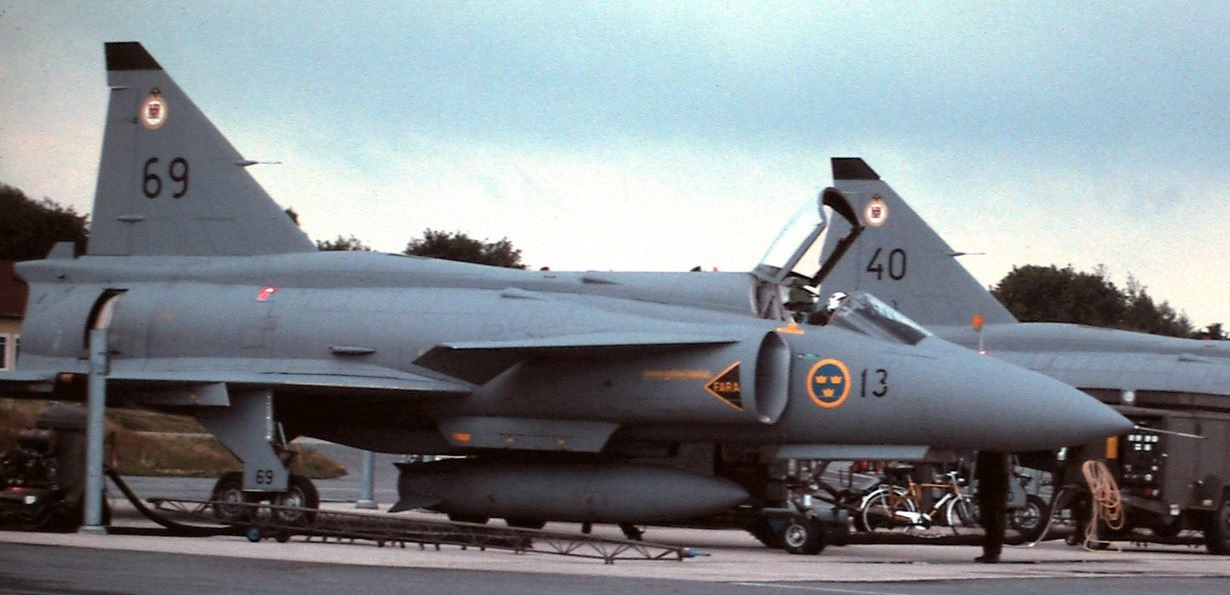
JA 37 Viggen (1980–1993).